# Johnny Rodríguez
Johnny Rodríguez, né le 16 mai 1940, à San Juan, à Porto Rico, est un ancien joueur portoricain de basket-ball.

## Palmarès
- Finaliste des Jeux panaméricains de 1959